# Clear Lake (sjö i Antarktis, lat -68,64, long 77,99)
Clear Lake är en sjö i Antarktis. Den ligger i Östantarktis. Australien gör anspråk på området. Clear Lake ligger 25 meter över havet. Den ligger vid sjön Laternula Lake.